# Arbeitsstelle für wissenschaftliche Weiterbildung der Universität Hamburg
Die Arbeitsstelle für wissenschaftliche Weiterbildung (AWW) war die zentrale Einrichtung der Universität Hamburg für die Weiterbildung und das lebenslange Lernen. Sie entwickelte Weiterbildungsangebote in Kooperation mit Fakultäten und Fachbereichen der Universität Hamburg, Partner-Hochschulen, Berufs- und Fachverbänden, Unternehmen und anderen Einrichtungen.
Die AWW gehörte zu den größten Einrichtungen der Hochschul-Weiterbildung in Deutschland mit 12 festen und 13 studentischen Mitarbeitern, ca. 4500 Teilnehmenden pro Semester und rund 120 Dozenten.
Die „Arbeitsstelle für wissenschaftliche Weiterbildung“ wurde am 1. Mai 2017 mit dem Institut für Weiterbildung der WISO-Fakultät e. V. zusammengeführt zu dem neuen „Zentrum für Weiterbildung“ (ZFW) der Universität Hamburg. Ziel der Neugründung war die Bündelung der vorhandenen Kompetenzen und der Ausbau forschungs- und nachfrageorientierter Weiterbildungsangebote.

## Angebot
Die AWW stand allen Fakultäten der Universität für Vorhaben der wissenschaftlichen Weiterbildung und des lebenslangen Lernens zur Verfügung. Die Weiterbildung der Universität, die von der AWW mitverantwortet wurde, war offen für Personen mit und ohne Hochschulabschluss, für Berufstätige sowie für Menschen in der neben- und der nachberuflichen Lebensphase. Unternehmen, Verbänden und staatlichen Einrichtungen war sie Ansprech- und Kooperationspartner in der universitären Weiterbildung. Auf nationaler und europäischer Ebene wirkte sie an der Weiterentwicklung des Aufgabengebietes mit.
Das Angebot der beruflichen Weiterbildung der AWW bestand aus folgenden berufsbegleitenden Kursen und Studiengängen (Stand Januar 2017):
- Arbeits- und Organisationspsychologie (Zertifikat)
- Arbeitsrecht: Kündigungsschutz und Betriebsverfassung (Zertifikat)
- Arbeitsvertragsrecht (Zertifikat)
- Arbeitsrecht: Einführung und Grundlagen (Zertifikat)
- Betriebliches Gesundheitsmanagement (Zertifikat)
- BWL: Effektiv und effizient wirtschaften (Zertifikat)
- BWL: Einführung und Grundlagen (Zertifikat)
- Change Management und Lernen in Organisationen (Zertifikat)
- Dolmetschen und Übersetzen an Gerichten und Behörden (Zertifikat)
- Gebärdensprachpädagogik (Zertifikat)
- Grundlagen E-Moderation (Zertifikat)
- Integrative Lerntherapie (Master of Arts)
- IT-Sicherheitsmanagement (Zertifikat)
- Konfliktberatung und Mediation (Zertifikat)
- Kuratieren. Ausstellungen konzipieren und managen (Zertifikat)
- Managing Projects (englischsprachig) (Zertifikat)
- Marketing: How Companies go to Market (englischsprachig) (Zertifikat)
- Meditation in Gruppen und Teams (Zertifikat)
- Management für Führungskräfte (Zertifikat)
- Personal- und Organisationsentwicklung (Zertifikat)
- Projekt-, Prozess- und Qualitätsmanagement (Zertifikat)
- Taube Gebärdensprachdolmetscher/-innen (Zertifikat)
- Train the E-Trainer (Zertifikat)
- Wissensmanagement (Zertifikat)
- Zeitgenössische Kunst seit den 60er Jahren (Zertifikat)
- ZQ Alpha -Zusatzqualifizierung von Lehrkräften in Integrationskursen mit Alphabetisierung (Zertifikat)

## Organisationsform
Bei der Arbeitsstelle für wissenschaftliche Weiterbildung handelte es sich um eine Betriebseinheit der Universität gemäß § 93 des Hamburgischen Hochschulgesetzes (HmbHG). Betriebseinheiten dienten der Erbringung von Dienstleistungen. Im Falle der AWW ging es um ein zentrales Kompetenz- und Dienstleistungszentrum für lebenslanges Lernen an der Universität Hamburg, insbesondere um die Entfaltung des Weiterbildungsauftrages, der in den § 3 Abs. 1 und § 57 des HmbHG gesetzlich definiert ist.

## Entwicklung

### Geschichte
Die Arbeitsstelle bestand seit 1975. Sie wurde unter dem Namen „Kontaktstelle für wissenschaftliche Weiterbildung“ als Modellversuch der ehemaligen Bund-Länder-Kommission für Bildungsplanung und Forschungsförderung (BLK) gegründet und gehörte zunächst zum früheren Fachbereich Erziehungswissenschaft der Universität. In den ersten Jahren bestand die Hauptaktivität der Einrichtung in Seminarkursen. Dabei ging es um Lehrveranstaltungen Hamburger Hochschullehrer, die gemeinsam mit Kooperationspartnern, zumeist anerkannten Weiterbildungseinrichtungen, im norddeutschen Raum durchgeführt wurden. Am Ende der Modellprojektphase kam ein erstes weiterbildendes Studium hinzu.
Die Etablierung der Einrichtung als feste Einheit innerhalb der Universität geschah in Etappen. Zunächst wurde nach dem Ende des Modellversuchs entschieden, die zeitlich befristeten Stellen zu etatisieren. In weiteren Schritten erfolgte die zentrale Ansiedlung der Stellen, die Umbenennung in Arbeitsstelle für wissenschaftliche Weiterbildung (AWW) und die Bildung einer zentralen Betriebseinheit, die schließlich Anfang 1986 von der zuständigen Behörde für Wissenschaft, Forschung und Gleichstellung genehmigt wurde.
Die „Arbeitsstelle für wissenschaftliche Weiterbildung“ wurde am 1. Mai 2017 mit dem Institut für Weiterbildung der WISO-Fakultät e. V. zusammengeführt zu dem neuen „Zentrum für Weiterbildung“ (ZFW) der Universität Hamburg. Ziel der Neugründung war die Bündelung der vorhandenen Kompetenzen und der Ausbau forschungs- und nachfrageorientierter Weiterbildungsangebote.

### Aufgabenfeld
Zum Sommersemester 1982 übernahm die AWW das Allgemeine Vorlesungswesen (AV), die öffentlichen Vorlesungen an der Universität Hamburg, in ihr Angebot. Das AV war zuvor im Zuge einer  Diskussion zum Thema „Öffentliche Wissenschaft“ an der Universität wiederbelebt worden. Es steht in der Tradition der Universitätsausdehnungsbewegung des späten 19. und frühen 20. Jahrhunderts und der gleichnamigen Vorgängereinrichtung, die bei der Gründung der Universität im Jahre 1919 in den Hochschulkontext eingegliedert wurde. Heute zählt das AV zu den Grundsäulen der allgemeinen wissenschaftlichen Weiterbildung an der Universität.
Zum Wintersemester 1993/94 bot die AWW zum ersten Mal das Kontaktstudium für ältere Erwachsene (KSE) an. Am Anfang schrieben sich 345 Studierende ein. Heute sind es ca. 2100 Personen im Winter und ca. 1600 Personen im Sommer, die sich aus den rund 400 Veranstaltungen, die jedes Semester angeboten werden, ihr freies Studium zusammenstellen.
Im Jahr 2002 begann die AWW mit einem Neue-Medien-Projekt, bei dem es um die Entwicklung und Etablierung von E-Learning-Modulen im Management und um die Qualifizierung auf dem Gebiet von Lehre und Kursgestaltung im Internet ging.  In den letzten Jahren kam die AWW bei der Entwicklung und Erprobung von E-Learning-Ansätzen zunehmend in gemeinsamen Projekten mit Unternehmen zum Einsatz.